# Culture du Royaume-Uni
 (avril 2016).
 (mars 2015).

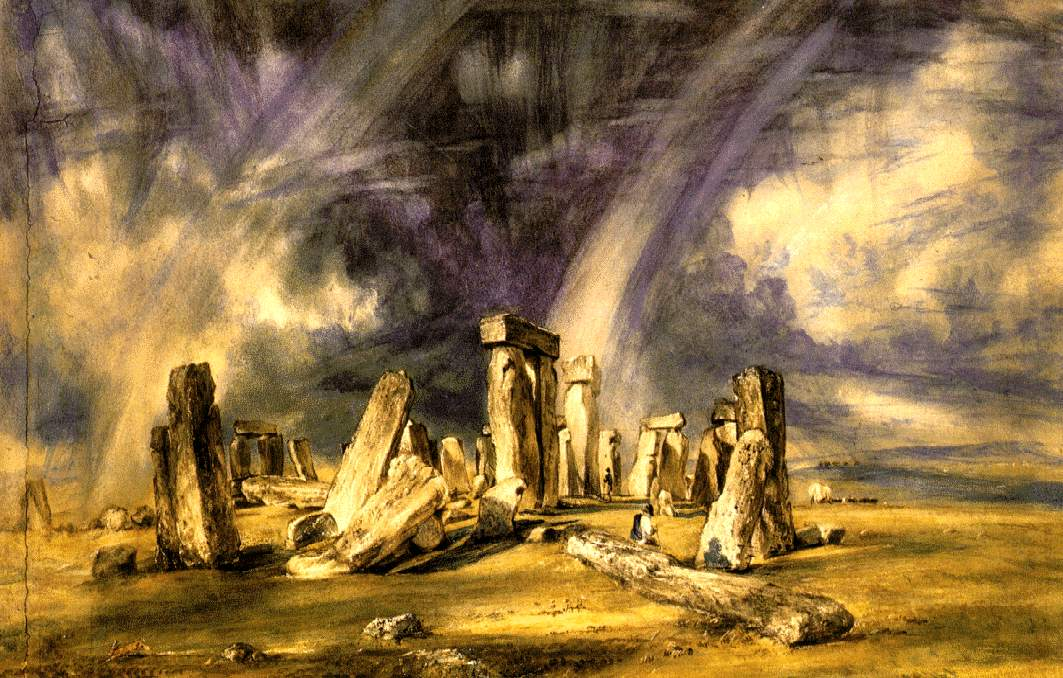
Stonehenge par John Constable au Victoria and Albert Museum de Londres

La culture du Royaume-Uni, pays de l'Europe de l'Ouest, désigne d’abord les pratiques culturelles observables de ses habitants. Le Royaume-Uni a un patrimoine culturel d'une richesse remarquable et d'une grande variété qui regroupe les cultures de ses nations constitutives : la culture de l'Angleterre, la culture de l'Écosse, la culture du Pays de Galles et la culture de l'Irlande du Nord. Poésie, littérature, théâtre, arts visuels, musique, cinéma, la qualité des chefs-d'œuvre accumulés au cours des siècles est reconnue aux quatre coins de la planète. L'expression artistique couvre aujourd'hui un éventail de disciplines encore plus vaste - de la satire politique à l'art contemporain - qui rendent bien compte de la créativité, de la liberté d'esprit et de la diversité culturelle du peuple britannique. Habitant des îles, les Britanniques ont été et demeurent un grand peuple de marins ; leur maîtrise des mers, forgée au cours des siècles, leur a permis de constituer le plus grand empire européen jamais créé. Première puissance mondiale au XIXe siècle, sa culture s'est très largement diffusée ; la langue anglaise est aujourd´hui la langue la plus utilisée dans les communications internationales, la diplomatie, le commerce, et sur Internet. Les Britanniques possèdent encore aujourd´hui une haute idée de leur pays, ce qui les pousse à chercher à se démarquer des autres Européens (refus de laisser la livre sterling pour adopter l'euro, par exemple).
L’époque georgienne — et tout particulier le milieu du XVIIIe siècle — est marquée par son foisonnement culturel, avec la fondation du British Museum en 1753, et les apports d'hommes aussi illustres que le Dr Samuel Johnson, William Hogarth, Samuel Richardson et Georg Friedrich Haendel, parmi bien d'autres.

## Langues et populations

### Langues
- Langues au Royaume-Uni, Langue au Royaume-Uni (rubriques)
- Anglais, Liste des pays ayant l'anglais pour langue officielle

Les langues régionales reconnues sont :
- le cornique (en Cornouailles)
- l'écossais (en Écosse)
- le gallois (au pays de Galles)
- l'irlandais (en Irlande du Nord)
- le scots (en Écosse)
- le scots d'Ulster (en Irlande du Nord)

Les administrations locales sont aussi libres de se servir de langues d'immigrés ou d'autres langues selon leur choix et la démographie de leur circonscription.

### Nations
- L'Angleterre a un héritage sportif très fort, et pendant le XIXe siècle le pays a codifié de nombreux sports qui se jouent maintenant dans le monde entier. Dans le champ de la musique pop et rock, de nombreux artistes et groupes anglais sont régulièrement cités comme les musiciens les plus influents et les plus prolifiques de tous les temps en termes de vente (cf. rock britannique). Figure éminente de la culture occidentale, William Shakespeare continue d’influencer les artistes d’aujourd’hui. Il est traduit dans un grand nombre de langues et ses pièces sont régulièrement jouées partout dans le monde. On mesure l’influence de Shakespeare sur la culture anglo-saxonne en observant les nombreuses références qui lui sont faites, que ce soit à travers des citations, des titres d’œuvres ou les innombrables adaptations de ses œuvres. L'anglais est d'ailleurs souvent surnommé la langue de Shakespeare tant cet auteur a marqué la langue de son pays en inventant de nombreux termes et expressions. Certaines citations d'ailleurs sont passées telles quelles dans le langage courant[1],[2].

- La culture de l'Écosse forme une synthèse des différentes cultures, celtes, pictes et anglaises principalement, ayant baigné le pays. Les reliefs naturels, délimitant géographiquement les Highlands, montagneux et isolés, au Nord, et les Lowlands, plus ouverts aux échanges culturels et commerciaux avec l'Angleterre, ont joué un rôle important dans l'établissement du panorama culturel écossais.

- Le pays de Galles est, selon les paroles de l'hymne officiel un « pays de bardes et de chanteurs ». Une « eisteddfod »[3] est un festival gallois de littérature, musique et théâtre où des compétitions suivies de remises de prix ont lieu dans diverses disciplines autour de la langue galloise, et principalement la poésie.

- La culture de l'Irlande du Nord est un mélange entre celle d'Irlande et celle de Grande-Bretagne. Dans le domaine de la littérature, l'Irlande du Nord, comme le reste d'Irlande, a une tradition forte. Seamus Heaney a gagné le prix Nobel de littérature. Les autres écrivains nord-irlandais connus sont C. S. Lewis, Brian Friel et Flann O'Brien. La littérature de l'Irlande gaélique a beaucoup influencé l'écriture des gens d'Irlande du Nord, les écrivains ont ainsi participé au renouveau littéraire gaélique. L'Écosse a, elle aussi, joué une influence notable sur les écrivains « Scots » d'Ulster. Plus tard, la littérature des « Scots » d'Ulster s'est diversifiée. Comme dans les autres domaines artistiques, le conflit entre l'Irlande et le Royaume-Uni a beaucoup influencé les écrivains d'Irlande du Nord. L'Irlande du Nord est aussi connue pour ses musiciens. Van Morrison est un des plus influents chanteurs nord-irlandais, il est dans le Rock and Roll Hall of Fame et le Songwriter's Hall of Fame. Snow Patrol a vendu plus de 7 millions disques dans le monde. Dana a gagné le Concours Eurovision de la chanson pour l'Irlande. D'autres chanteurs et groupes célèbres viennent de l'Irlande du Nord : Stiff Little Fingers, Ash et The Divine Comedy.

## Traditions

### Religion(s)
- Religion au Royaume-Uni, Catégorie:Religion au Royaume-Uni
- Christianisme au Royaume-Uni, Catégorie:Christianisme au Royaume-Uni
  - Anglicanisme, Église d'Angleterre, Christianisme celtique
  - Christianisme au Royaume-Uni par dénomination
  - Catholicisme au Royaume-Uni (rubriques), Anglo-catholicisme
  - Église protestante au Royaume-Uni (rubriques)
  - Église orthodoxe au Royaume-Uni (rubriques)
  - Anticatholicisme au Royaume-Uni (1534-1829)
  - Blasphème au Royaume-Uni (1656-2008)
  - Églises chrétiennes non trinitariennes au Royaume-Uni
- Spiritualités minoritaires
  - Islam au Royaume-Uni
  - Judaïsme au Royaume-Uni, Histoire des Juifs au Royaume-Uni, Antisémitisme au Royaume-Uni (rubriques)
  - Hindouisme au Royaume-Uni (en)
  - Jainisme au Royaume-Uni (en)
  - Bouddhisme au Royaume-Uni (en)
  - Foi Baha'ie au Royaume-Uni
  - Néopaganisme au Royaume-Uni (en)
  - Wicca, Religion des Celtes, Néodruidisme, Fellowship of Isis (en)
- Liberté de religion au Royaume-Uni (en)
  - Irréligion au Royaume-Uni
- Généralités
  - Bouddhisme dans le monde, Christianisme par pays, Nombre de musulmans par pays, Nombre de Juifs par pays , Irréligion
  - Congrès européen des religions ethniques, Paganisme, Néopaganisme, Fêtes païennes

### Société de sociabilité
- Franc-maçonnerie en Grande-Bretagne
- Franc-maçonnerie en Écosse

### Symboles
- Armoiries royales du Royaume-Uni, Grand sceau du Royaume-Uni, Drapeau du Royaume-Uni, Joyaux de la Couronne britannique, Rose Tudor
- Britannia (allégorie), Dieu et mon droit (devise), John Bull (personnage), God Save the Queen (hymne national) 
  - Angleterre : Drapeau de l'Angleterre
  - Pays de Galles :Drapeau du pays de Galles, Hen Wlad fy Nhadau, Mam Cyru (Dame Wales) 
  - Écosse : Armoiries de l'Écosse, Drapeau de l'Écosse, Hymne national de l'Écosse, Jock Tamson, Scotia, Cailleach

### Folklore et Mythologie
- Mythologie celtique, Mythologie celtique (rubriques)
- Folklore anglais (rubriques)
- Mythologie écossaise, Folklore écossais (rubriques), Légendes écossaises, Contes de fées écossais
- Contes de fées gallois, Créatures du folklore gallois

### Mariage
- Mariage, union, partenariat au Royaume-Uni

### Funérailles
- Coutumes mortuaires au Royaume-Uni

### Fêtes
- Fêtes et jours fériés en Irlande
- Carnavals au Royaume-Uni
- Festival au Royaume-Uni (rubriques)

## Famille

### Noms
- Nom personnel, Nom de famille, Prénom, Postnom, Changement de nom, Anthroponymie
- Patronymes écossais, Prénoms écossais, Liste des prénoms écossais
- Prénoms gallois, Liste des prénoms gallois
- Patronymes anglais, Prénoms anglais, Liste de prénoms anglais
- Liste des prénoms irlandais

## Société
- British diaspora (en)
- Diaspora britannique (rubriques)

- Immigration
  - Droit de la nationalité et de la citoyenneté britannique
  - Modern immigration to the United Kingdom (en)
  - UK immigration control - history (en)
  - British Overseas Territories citizens in the United Kingdom (en)
  - List of people banned from entering the United Kingdom (en)
  - Centre d'hébergement et d'accueil d'urgence humanitaire de Sangatte
  - Immigration française au Royaume-Uni

- Démographie du Royaume-Uni

### Éducation
Le système éducatif britannique se caractérise par des différences entre les régions du Royaume-Uni (Angleterre, Pays de Galles, Écosse, Irlande du Nord) et le fait que le système est semi-privatisé, avec un système d'éducation privée très entendu et développé.
- Système éducatif anglais
- Système éducatif écossais
- Éducation au Royaume-Uni, Éducation au Royaume-Uni (rubriques)
- Généralités : Liste des pays par taux d'alphabétisation, Liste des pays par IDH

En ce qui concerne les Universités au Royaume-Uni, le pays possède des institutions d'éducation supérieure mondialement reconnus comme l'Université d'Oxford, l'Université de Cambridge mais aussi le University College de Londres (UCL) et l'Imperial College London et les universités écossaises. En 2007 on comptait 112 universités et university colleges.

#### Sciences
- Science et technologie au Royaume-Uni (en), Catégorie:Science au Royaume-Uni

En 2006, le Royaume-Uni aurait été la base de recherche la plus productive après les États-Unis et forma d'innombrables scientifiques et ingénieurs. On attribue aux britanniques des découvertes scientifiques telles que l'hydrogène, l'oxygène, la gravité, les électrons, la découverte de la structure de l'ADN et des inventions comme la télévision, le vélo moderne, l'ordinateur. Le Royaume-Uni fut aussi le premier pays à introduire la radio publique en continu, le système de transport public par rails et le réseau de radar civil et militaire entièrement opérationnel.

#### Philosophie

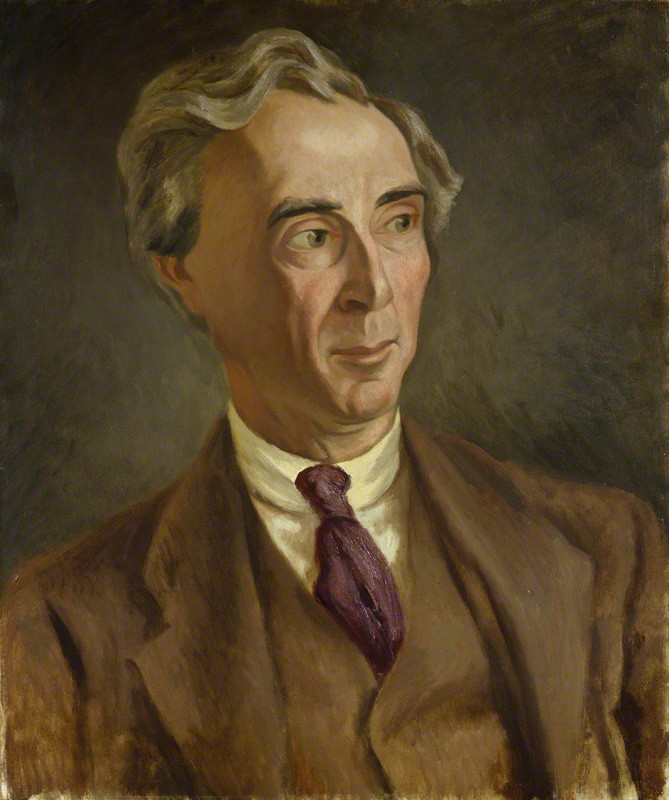
Bertrand Russell peint par Roger Fry en 1923.

Certains des plus brillants philosophes étaient originaires du Royaume-Uni. Mentionnons John Locke, David Hume et Bertrand Russell. Le pays comptait aussi de nombreux philosophes nés sur le continent comme Isaiah Berlin, Ludwig Wittgenstein et Karl Marx.

### Divers
- List of wars in Great Britain (en)
- List of wars involving England (en)
- List of conflicts involving the United Kingdom (en)
- Criminalité au Royaume-Uni (rubriques)
- Corruption au Royaume-Uni
- Racisme au Royaume-Uni
- Droits de l'homme au Royaume-Uni (rubriques)

### Stéréotypes
- Liste des icônes culturelles du Royaume-Uni (th)
- Liste des icônes culturelles d'Angleterre
- Liste des icônes culturelles d'Écosse
- Liste des icônes culturelles du Pays de Galles

## Arts de la table
- Liste de produits alimentaires britanniques protégés (en)

### Cuisine(s)
- Cuisine britannique, Cuisines britanniques, Cuisine écossaise, Cuisine galloise, Cuisine irlandaise
- Cuisines ethniques du Royaume-Uni

### Boisson(s)
- Boissons au Royaume-Uni
- Thé au Royaume-Uni

## Santé
- Santé, Santé publique, Protection sociale
- Catégorie:Santé au Royaume-Uni,
- Santé au Royaume-Uni (en)
- Généralités : Liste des pays par taux de tabagisme, Liste des pays par taux de natalité, Liste des pays par taux de suicide

### Sports
- Sport  au Royaume-Uni (en), Catégorie:Sport au Royaume-Uni
- Catégorie:Sportif britannique, Catégorie:Sportive britannique
- Royaume-Uni aux Jeux olympiques
- Jeux paralympiques, Grande-Bretagne aux Jeux paralympiques,
- Catégorie:Handisport au Royaume-Uni
- Jeux du Commonwealth : Angleterre, Écosse, Irlande du Nord, Pays de Galles
- Comité européen des sports gaéliques, Sport gaélique

#### Jeux populaires
- Rugby, Football, Cricket, Baseball, Netball, Bandy, Hockey sur glace, Water-polo
- Tennis, Jeu de raquettes, Squash, Tennis de table
- Aviron, Boxe, Lutte, Sport automobile, Sports équestres, Polo
- Billard anglais, Boulingrin (Jeu de boules), Croquet
- Échecs

#### Arts martiaux
- Arts martiaux au Royaume-Uni

## Média
- Télécommunications au Royaume-Uni (en)
- Journalistes britanniques

### Presse écrite
- Presse écrite au Royaume-Uni
- Liste de journaux au Royaume-Uni
- Magazines britanniques
- Histoire de la presse écrite au Royaume-Uni

### Radio
- Radio au Royaume-Uni
- Catégorie:Radio au Royaume-Uni
- Liste des stations de radio au Royaume-Uni, Catégorie:Station de radio au Royaume-Uni

### Télévision
- Catégorie:Télévision au Royaume-Uni
- British Broadcasting Corporation
- British Academy of Film and Television Arts

### Internet
- Internet au Royaume-Uni (en)
- Sites web par pays, Sites web britanniques
- Blogueur par nationalité, Blogueurs britanniques

## Littérature
- Littérature anglaise, Littérature britannique (rubriques)
- Littérature en gaélique écossais
- Littérature dans les autres langues des îles britanniques (en)
- Écrivains anglais, Liste d'écrivains anglais
- Prix littéraires au Royaume-Uni
- Revues littéraires au Royaume-Uni

La société georgienne (1714-1830) et ses centres d'intérêt sont remarquablement décrits dans les romans d'écrivains tels que Henry Fielding, Mary Shelley et Jane Austen.
L'épanouissement des arts est illustré de façon éclatante par les poètes romantiques, en particulier avec Coleridge, Wordsworth, Shelley, William Blake, John Keats, Lord Byron et Robert Burns. Leur œuvre ouvre une nouvelle ère pour la poésie, caractérisée par sa langue colorée et pleine de vie, qui évoque des thèmes et des idées visant à l'élévation de l'âme. Un rapide panorama de la littérature anglaise commence avec les œuvres des écrivains suivants :
- Geoffrey Chaucer
- Thomas Malory
- Théâtre élisabéthain
  - William Shakespeare
  - Christopher Marlowe
  - Théâtre du Globe
- John Milton
- John Donne
- Andrew Marvell
- Samuel Richardson
- Laurence Sterne
- Jane Austen
- Alexander Pope
- Bram Stoker
- J. R. R. Tolkien
- William Blake
- Les Lakistes
- William Wordsworth
- Samuel Taylor Coleridge
- Lord Byron
- Percy Bysshe Shelley
- John Keats
- Robert Browning
- Charles Dickens
- Lewis Carroll
- Alfred Tennyson
- Thomas Hardy
- H. G. Wells
- Virginia Woolf
- George Orwell
- T. S. Eliot
- Wilfred Owen
- Philip Larkin
- W. H. Auden
- Ted Hughes
- J. K. Rowling

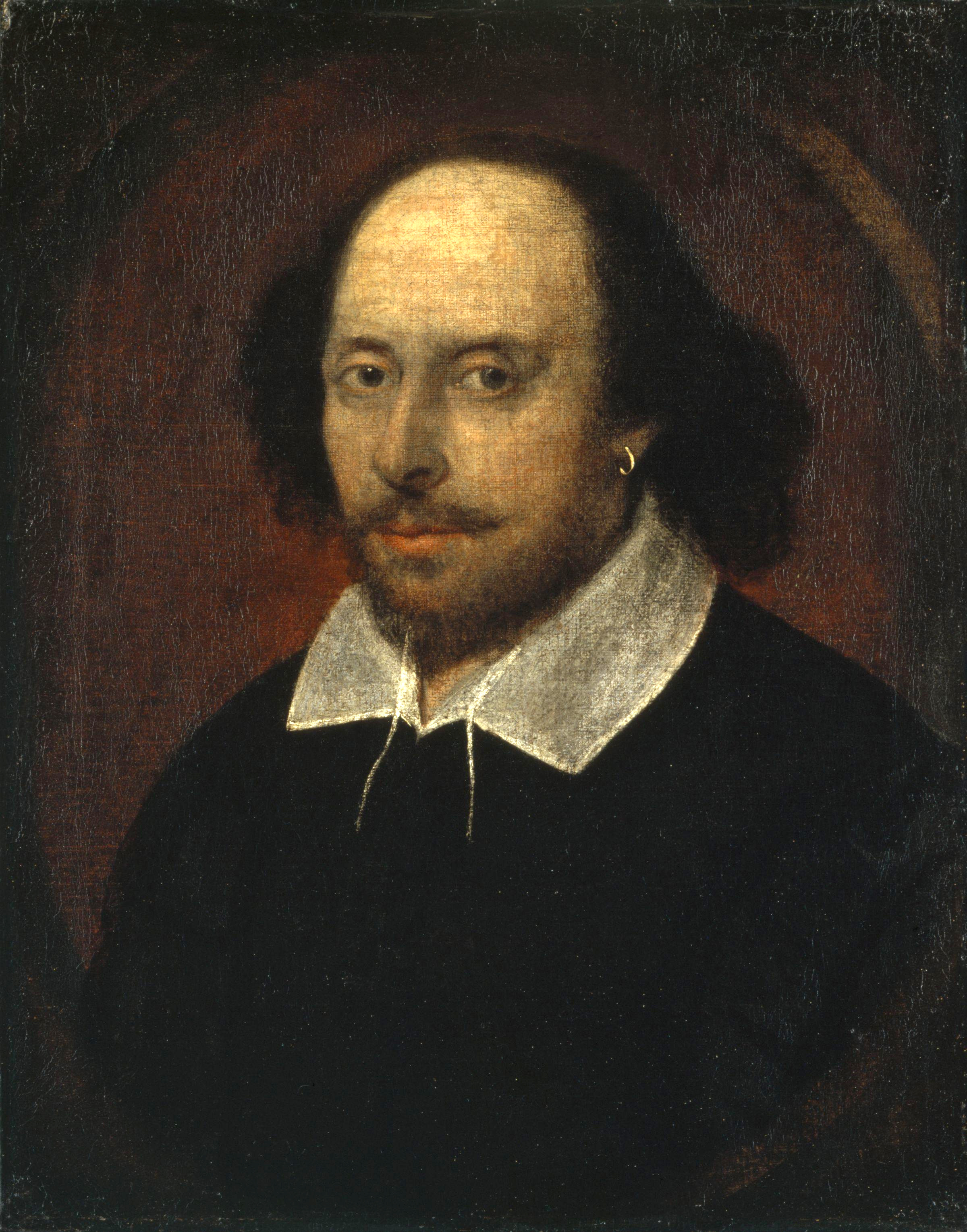
William Shakespeare
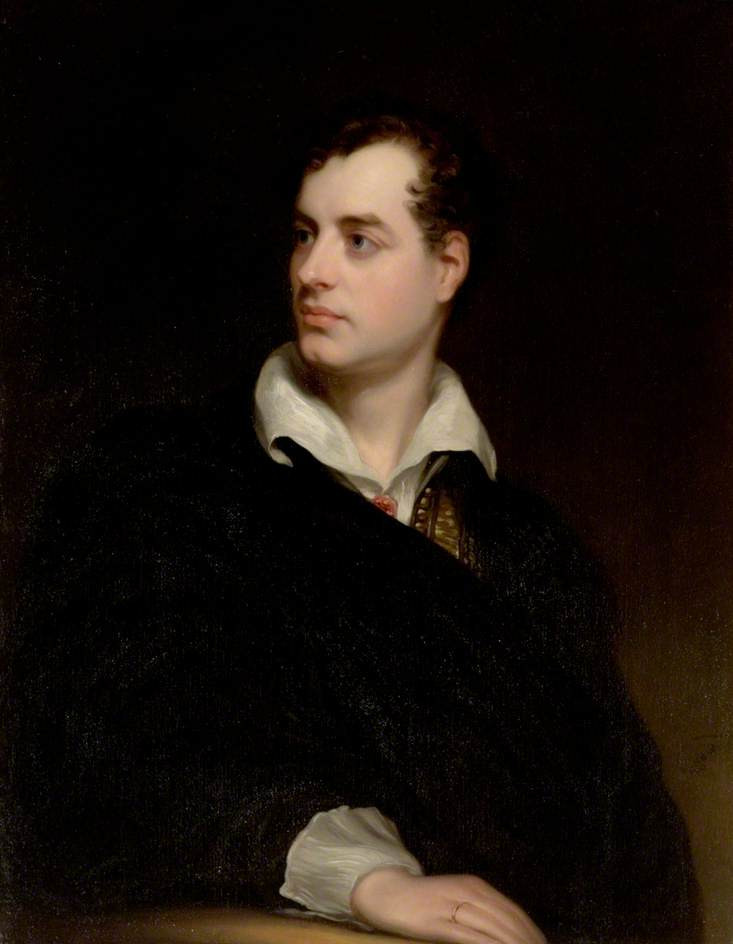
Lord Byron
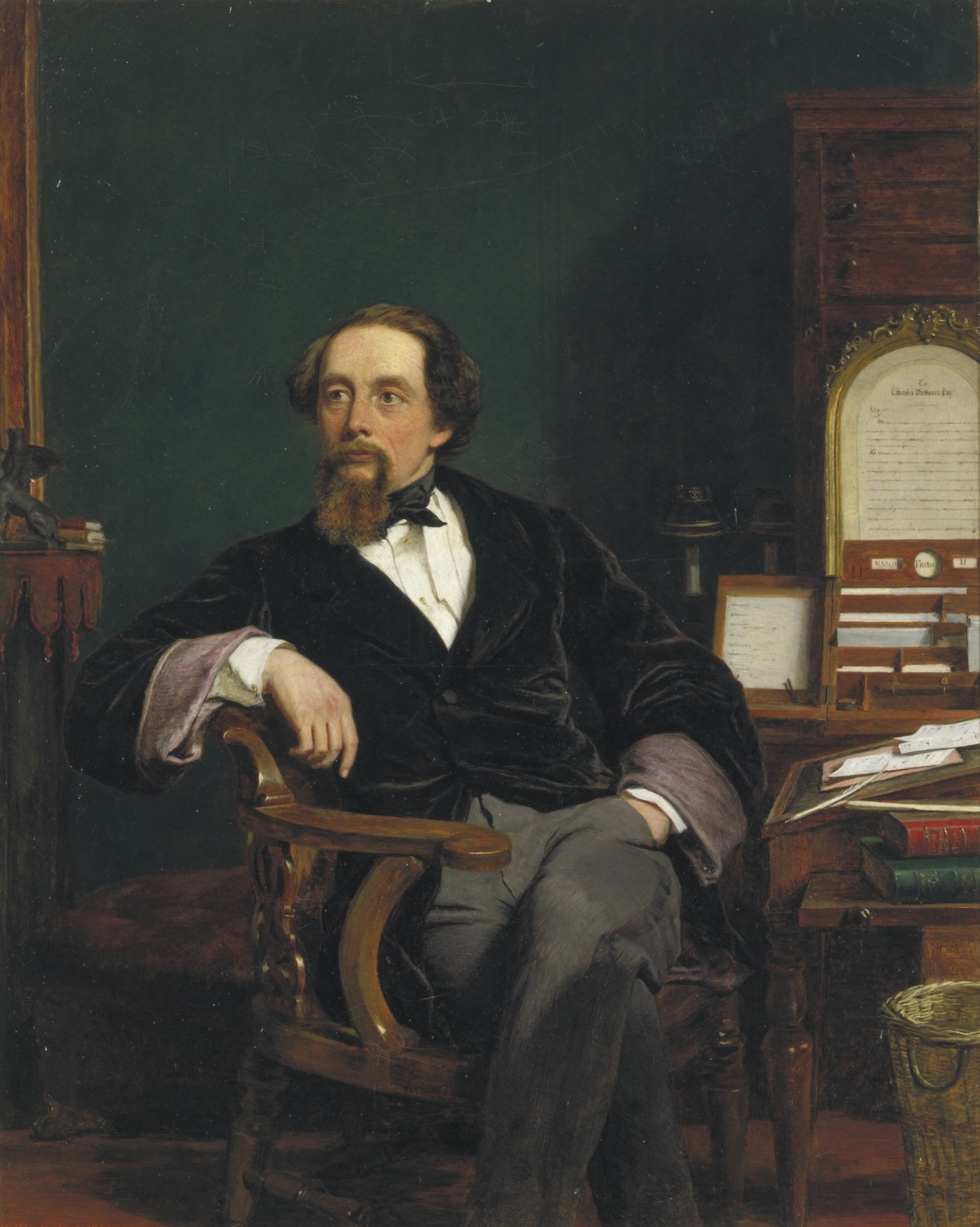
Charles Dickens
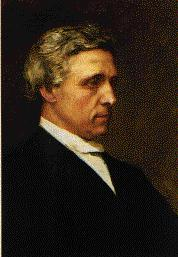
Lewis Carroll
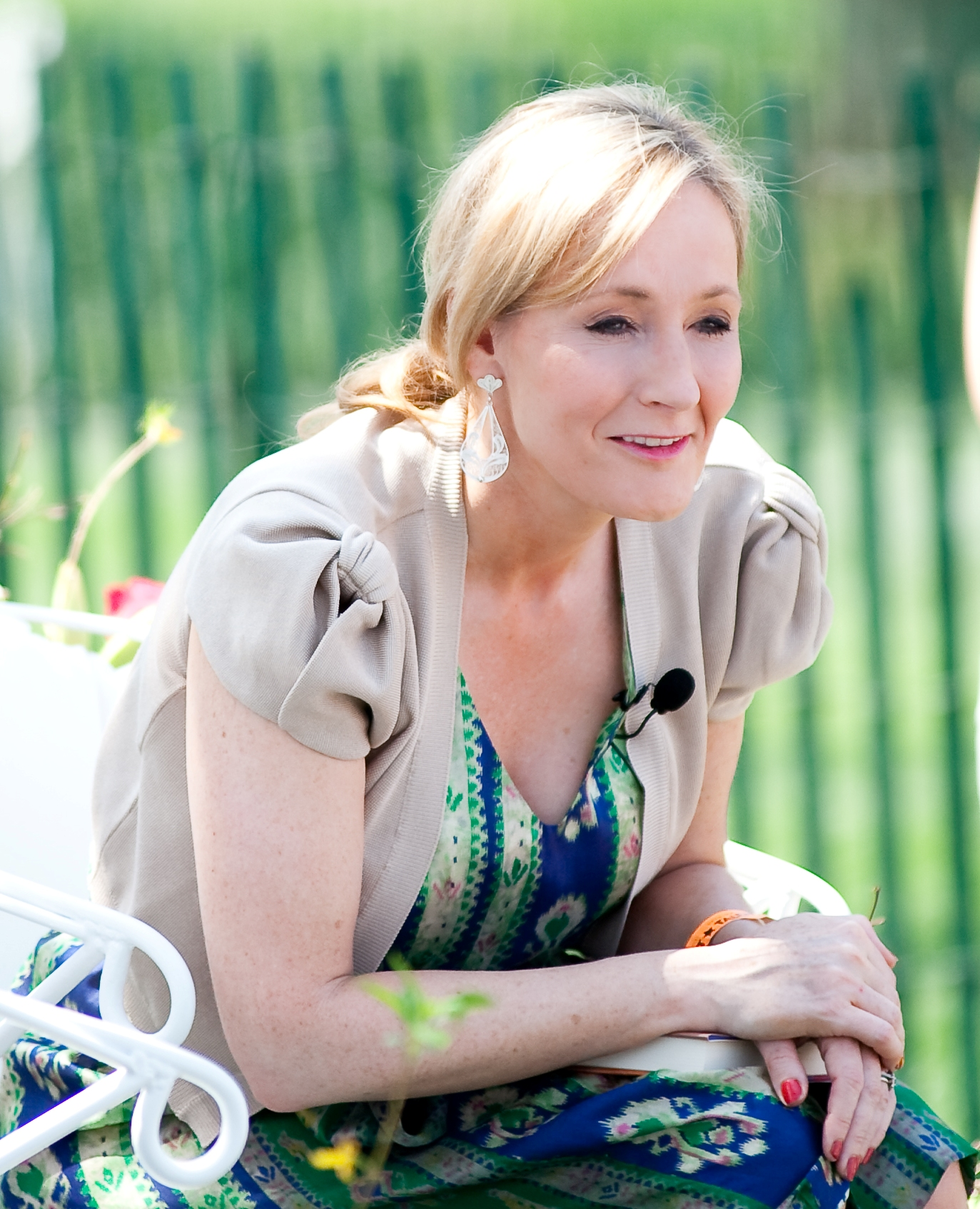
J. K. Rowling

Entre 1200 et 1700 l'élite gaelle formée tant en Écosse qu'en Irlande partagea une forme littéraire de gaélique. Il est possible qu'une grande partie de la littérature en moyen irlandais ait été écrite en Écosse médiévale, mais n'a pas survécu à la disparition du gaélique littéraire de l'Écosse de l'est au cours du XIVe siècle. On peut toutefois noter l'existence du Livre de Deer, écrit en Latin au Xe siècle, mais qui contient des annotations en vieil irlandais et en gaélique écossais, datant du XIIe siècle. Le premier texte important survivant de la littérature dite « early scots » (scots primitif) est The Brus de John Barbour (1375) composé sous le règne de Robert II, roi d'Écosse. Barbour est considéré comme le père de la poésie écossaise en parallèle avec son contemporain, Geoffrey Chaucer, qui occupe de façon indépendante une position semblable vis-à-vis du canon anglais. Parmi les auteurs écossais les plus connus, deux sont fortement associés à l'ère Romantique, Robert Burns et Walter Scott. L'introduction du mouvement connu comme le mouvement Kailyard, à la fin du XIXe siècle, a ramené les éléments de fantaisie et de folklore à la mode. J. M. Barrie, l'auteur de Peter Pan, est un exemple de ce mélange de modernité et de nostalgie.
La Renaissance Écossaise fut un mouvement littéraire de la fin du XIXe siècle et du début du XXe siècle en Écosse. Au XXe siècle, le poète Sorley MacLean, par ses travaux dans le champ de la poésie gaélique à une époque où peu d'auteurs de renom utilisaient le gaélique dans leurs œuvres, a créé sa réputation de père de la renaissance du gaélique écossais. Il fut l'un des poètes écossais les plus influents du XXe siècle. La littérature écossaise est le fait particulièrement de Arthur Conan Doyle et Robert Louis Stevenson.
La littérature galloise est considérée comme l’une des plus anciennes d’Europe après les littératures grecque et latine. La tradition littéraire galloise, qui remonte en effet au VIe siècle (Littérature celtique galloise), reste bien vivante avec
- Iolo Morganwg
- George Herbert
- Henry Vaughan
- Dylan Thomas

## Artisanats
- Arts appliqués, Arts décoratifs, Arts mineurs, Artisanat d'art, Catégorie:Artisan, Trésor humain vivant, Maître d'art
- Artisanat par pays

### Arts graphiques
- Calligraphie, Enluminure, Gravure
- Graveurs britanniques

### Design
- Communication : Graphisme, Illustration, Typographie, Imprimerie
- Design par pays
- Designers britanniques
- Designers écossais

### Textiles, cuir, papier
- Art textile, Arts textiles, Design textile
- Mode, Costume, Vêtement, Confection de vêtements, Stylisme
- Broderie, Couture, Dentelle, Tapisserie…

- Artistes britanniques du textile
- Designers britanniques de la mode
- Designers écossais de la mode
- Mode britannique
- Couturiers britanniques

- Vêtement traditionnel britannique
- Costumes traditionnels écossais
- Costume traditionnel gallois (en)

- Entreprises liées au secteur de l'habillement ayant leur siège au Royaume-Uni
- Entreprises d'habillement d'Écosse

- Tapis britanniques
- Musées du textile au Royaume-Uni

#### Imprimerie
- Imprimeurs britanniques

### Bois, métaux
- Boiserie, Menuiserie, Ébénisterie, Marqueterie, Gravure sur bois, Sculpture sur bois, Mobilier, Lutherie
- Dinanderie, Dorure, Chalcographie

### Poterie, céramique, faïence
- Mosaïque, Poterie, Céramique, Terre cuite
- Céramistes britanniques
- Poterie britannique

### Verrerie d'art
- Art verrier, Verre, Vitrail, Miroiterie

### Joaillerie, bijouterie, orfèvrerie
- Bijouterie, Horlogerie, Joaillerie, Orfèvrerie,
- Orfèvres britanniques

### Espace
- Architecture intérieure, Décoration, Éclairage, Scénographie, Marbrerie, Mosaïque
- Paysagisme, Jardin à l'anglaise

## Arts visuels
- Arts visuels, Arts plastiques
- Art en Écosse
- Écoles d'art au Royaume-Uni
- Artistes britanniques
- Artistes contemporains britanniques
- Musées d'art au Royaume-Uni, Liste de musées au Royaume-Uni
- Prix artistiques au Royaume-Uni
- Art brut au Royaume-Uni
- Art urbain

### Dessin et gravure
- Bandes dessinées britanniques
- Gravure britannique et Graveurs britanniques
- Dessinateurs britanniques
- Illustrateurs britanniques
- Affichistes britanniques
- Calligraphes britanniques
- Enlumineurs britanniques

### Peinture
- Peinture anglaise
- Peintres britanniques
- Graffiti
- Peinture murale,
- Arts & Crafts
- National Gallery (Londres), National Gallery of Scotland, Tate Gallery
- Préraphaélisme
- Prix Turner

L'œuvre peint de Thomas Gainsborough, Sir Joshua Reynolds et des jeunes William Turner et John Constable illustre le monde en pleine mutation de la société georgienne. Dans un autre domaine, le renouveau apparaît aussi avec Lancelot Brown (connu sous le surnom de Capability Brown), un paysagiste considéré comme « le plus grand jardinier d'Angleterre ».
De beaux exemples d'une architecture georgienne typique sont le New Town d'Édimbourg, ou encore Bath, la partie georgienne de Bristol, et caractérisée par l'architecture de William Kent, Robert Adam, John Nash et James Wyatt, avec l'émergence du style néogothique, qui renvoie à un « âge d'or » supposé de la conception architecturale.

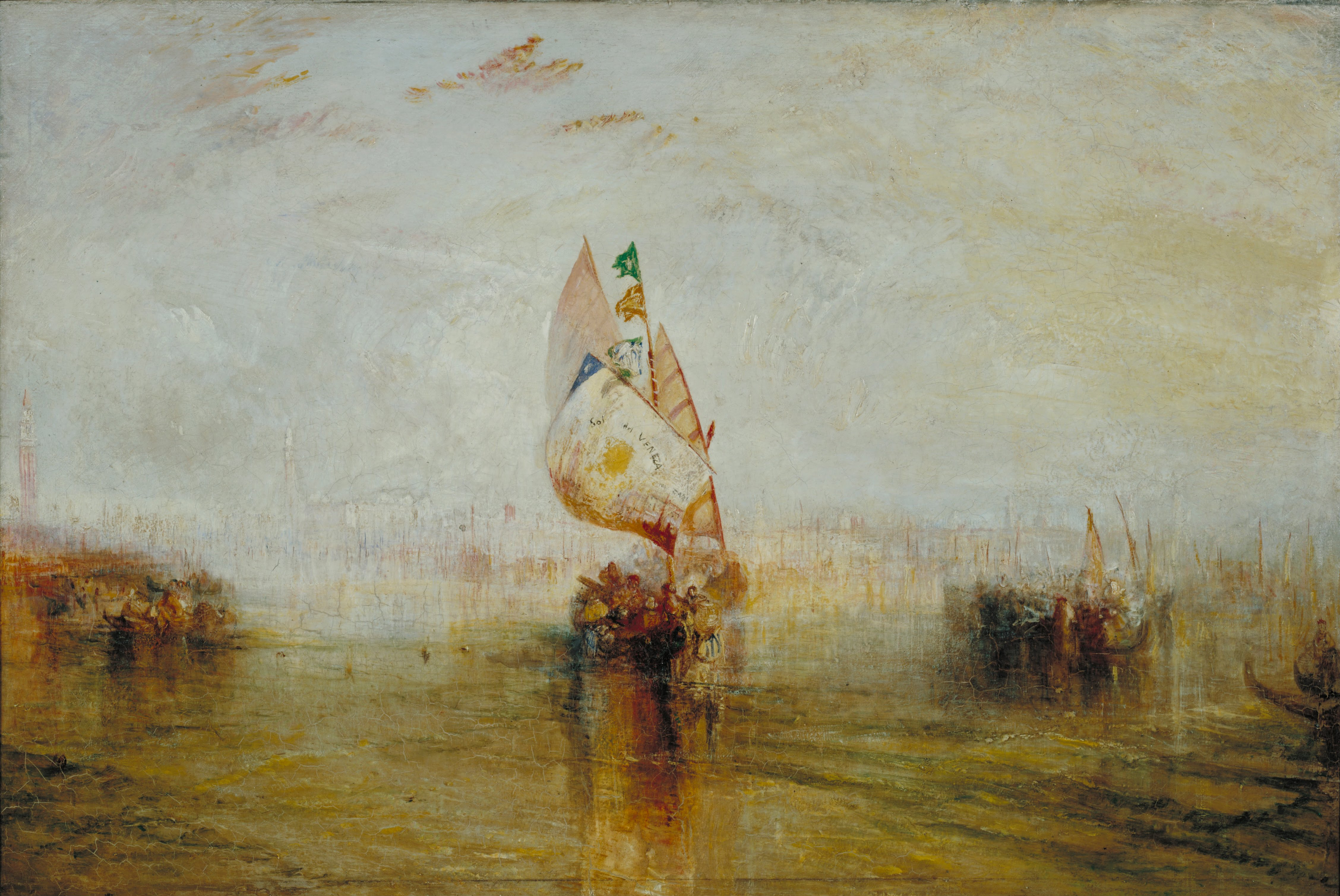
Joseph Turner, The Sun of Venice Going to Sea, Tate Britain

- Francis Bacon
- Peter Blake
- John Constable
- Joshua Reynolds
- Thomas Gainsborough
- Joseph Mallord William Turner
- Richard Hamilton
- William Hogarth
- Henry Moore
- Charles Rennie Mackintosh

### Sculpture
- Sculpture, Sculpture par pays
- Sculpture au Royaume-Uni (rubriques)
- Sculpteurs britanniques

### Architecture
- Architecture par pays

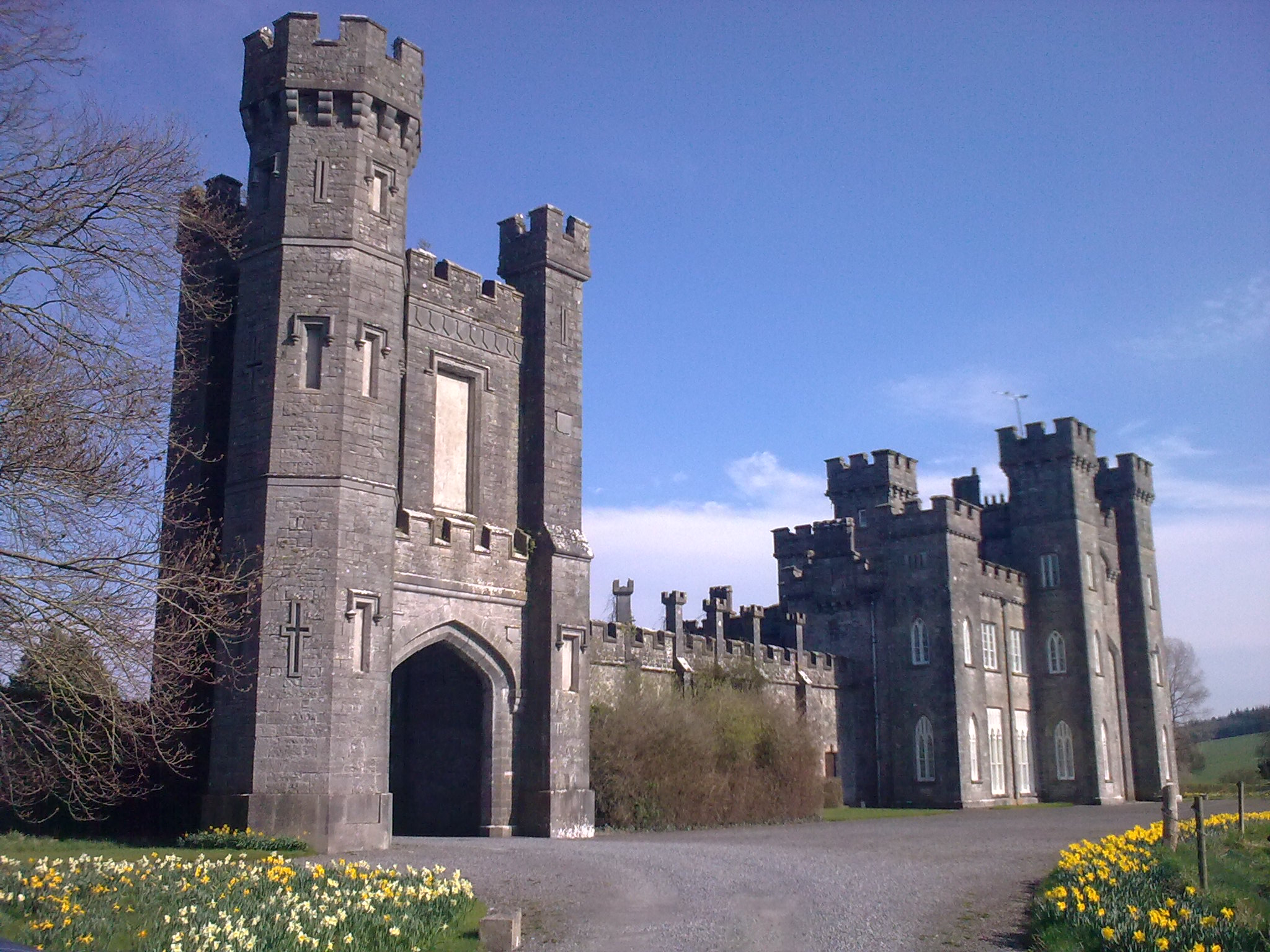
Château de Knockdrin

- Architecture au Royaume-Uni, Architecture au Royaume-Uni (rubriques), Architecture en Angleterre (rubriques), Architecture écossaise,
- Monuments au Royaume-Uni
- Architectes britanniques
- Jardin à l'anglaise
- Wallis Gilbert & Partners
- Christopher Wren
- Catégorie:Urbanisme au Royaume-Uni

### Photographie
- Photographes britanniques

### Graphisme
- Graphistes britanniques

## Arts du spectacle
- Spectacle vivant, Performance, Art sonore
- Arts de performance par pays
- Arts de la performance au Royaume-Uni
- Festivals artistiques au Royaume-Uni

### Musique(s)
- Musique par pays
- Musique improvisée, Improvisation musicale
- Musique britannique, Musique écossaise
- Musiciens britanniques, Compositeurs britanniques
- Chanteur britannique, Chanteuses britanniques
- Écoles de musique par pays, Écoles de musique au Royaume-Uni
- Œuvres de compositeurs britanniques, Opéras britanniques
- Liste des festivals de musique au Royaume-Uni
- Récompenses musicales au Royaume-Uni, Récompenses musicales par pays

La Musique britannique, très écoutée à l'étranger (à l'époque moderne comme contemporaine), est le produit d'un terrain culturel varié de l'histoire du Royaume-Uni et des divers peuples qui le composent.

#### Classique
Des compositeurs tels que:
- Georg Friedrich Haendel
- Henry Purcell
- Edward Elgar
- Arthur Sullivan
- Ralph Vaughan Williams
- Benjamin Britten
- William Walton

Londres reste l'une des principales capitales du monde de musique classique. Mais le Pays de Galles est aussi renommé pour la musique : Opéra national du pays de Galles, BBC National Orchestra of Wales, et les eisteddfodau.
L'Écosse possède deux grands orchestres symphoniques, l'Orchestre national royal d'Écosse, le BBC Scottish Symphony Orchestra.
En Irlande du Nord : Orchestre d'Ulster.
- Opéra anglais

#### Traditionnelle
Les origines de la musique populaire en Angleterre, associée au chant et à la danse, remontent au moins à l'époque médiévale. Une grande partie de cette tradition a été maintenue pour être encore pratiquée de nos jours, souvent par le biais de fusions avec d'autres formes musicales, produisant ainsi des sous-genres comme le folk rock, le punk folk ou encore le folk metal.
Le Pays de Galles est une nation celte, dans laquelle la musique traditionnelle se joue dans les twmpathau (bals communaux) et les gwyl werin (festivals de musique). La musique galloise est aussi connue pour ses chœurs d'hommes et ses chansons accompagnées à la harpe.
- Great Highland Bagpipe
- Pipe-band

#### Populaire
- 808 State
- Andy Goldsworthy
- Arctic Monkeys
- Bloc Party
- Brit Awards
- Britpop
- The Beatles
- Underworld
- The Prodigy
- The Chemical Brothers
- Depeche Mode
- Erasure
- Eurythmics
- Faithless
- David Bowie
- Orbital
- The Orb
- OMD
- Pet Shop Boys
- The Verve
- The KLF
- Talk Talk
- Coldplay
- Snow Patrol
- Blur
- Travis
- Embrace
- Keane
- The Libertines
- Hard-Fi
- Genesis
- Jamelia
- Wham!
- Girls Aloud
- Sugababes
- Oasis
- Mike Oldfield
- Spice Girls
- James Blunt
- The Rolling Stones
- Led Zeppelin
- Robbie Williams
- Queen
- The Police
- Simple Minds
- Sting
- Supertramp
- Pink Floyd
- The Kinks
- The Who
- Texas
- Radiohead
- The Sex Pistols
- The Clash
- Muse
- Dave Edmunds
- One Direction

#### Festivals
- Festival international d'Édimbourg

### Danse
- Contact improvisation
- Liste de danses, Danse par pays
- Danseurs britanniques, Danseuses britanniques
- Liste de chorégraphes contemporains, Chorégraphes britanniques
- Liste de compagnies de danse et de ballet, Compagnies de danse contemporaines
- Patinage artistique par pays
- Danse au Royaume-Uni (rubriques)

#### Festivals
- Big Dance UK
- Blackpool Dance Festival
- Breakin' Convention
- Dance Master UK
- Dance Umbrella
- Greenwich+Docklands International Festival
- Inter Varsity Folk Dance Festival
- Moves – International Festival of Movement on Screen
- Oxford Odissi Festival
- TDK Cross Central

### Théâtre
- Improvisation théâtrale, Jeu narratif
- Théâtre par pays
- Théâtre anglo-saxon, Théâtre britannique (rubriques)
- Dramaturges anglais, Dramaturges écossais
- Metteurs en scène britanniques
- Pièces de théâtre britanniques

### Autres scènes: marionnettes, mime, pantomime, prestidigitation
Les arts mineurs de scène, arts de la rue, arts forains, cirque, théâtre de rue, spectacles de rue, arts pluridisciplinaires, performances manquent encore de documentation pour le pays …
Pour le domaine de la marionnette, la référence est : de la marionnette en Grande-Bretagne, sur le site de l'Union internationale de la marionnette UNIMA).
- Marionnettistes britanniques
- Marionnettes de comédie britannique (en)
  - Punch et Judy
  - Le Muppet Show, Muppet
- Liste de ventriloquistes (en), mannequins de ventriloques (en)

### Cinéma
- Animation par pays, Cartoon
- Cinéma britannique, Cinéma britannique (rubriques)
- Réalisateurs britanniques, Scénaristes britanniques
- Acteurs britanniques, Actrices britanniques
- Films britanniques
- Cinéma de l'Irlande du Nord (en), Cinéma écossais, Cinéma du Pays de Galles (en)
- Cinéma indépendant au Royaume-Uni (en)
- Liste des plus gros succès du box-office au Royaume-Uni
- Comédie britannique

### Autres
- Vidéo, Jeux vidéo, Art numérique, Art interactif
- Culture alternative, Culture underground
- Jeux vidéo développés au Royaume-Uni

## Tourisme
- Tourisme au Royaume-Uni (rubriques)
  - Tourisme en Angleterre (rubriques)
  - Tourisme en Écosse (rubriques)
  - Tourisme à l'île de Man (rubriques)
- Sur WikiVoyage
- Conseils aux voyageurs pour le Royaume-Uni :
  - France Diplomatie.gouv.fr
  - Canada international.gc.ca
  - CG Suisse eda.admin.ch
  - USA US travel.state.gov

## Patrimoine

### Musées et autres institutions
- Liste de musées au Royaume-Uni
- Catégorie:Bibliothèque au Royaume-Uni

### Liste du Patrimoine mondial
Liste du patrimoine mondial au Royaume-Uni.

### Liste représentative du patrimoine culturel immatériel de l’humanité
Encore aucune activité humaine britannique dans le liste représentative du patrimoine culturel immatériel de l’humanité (au 10/01/2016).

### Registre international Mémoire du monde
Le programme Mémoire du monde (UNESCO, 1992) a inscrit dans son registre international Mémoire du monde (au 10/01/2016) :
- 2005 : L'appel du 18 juin 1940[7].
- 2005 : La bataille de la Somme[8]

Ce film, tourné en 1916, est le premier long métrage documentaire sur la guerre. Demeurant un symbole de l’époque, il revêt également de l’importance en tant que pièce maîtresse de la collection des films du Musée impérial de la guerre qui abrite sa plus ancienne copie.
2007 : La Mappa mundi de Hereford.
- 2008 : Registres des esclaves des Antilles britanniques 1817-1834[10].
- 2009 : Magna Carta, promulguée en 1215[11].
- 2011 : Enregistrements ethnographiques historiques (1898-1951) de la British Library[12].
- 2011 : Archives de la Compagnie néerlandaise des Indes occidentales (Westindische Compagnie)[13].
- 2011 : Hommes d’argent : Travailleurs antillais au Canal de Panama[14].
- 2013 : Collection MS 90-98 de Arthur Bernard Deacon (1903-27)[15].
- 2013 : Collection de manuscrits du poème de Shota Rustaveli Le Chevalier à la peau de panthère[16].
- 2015 : Les écrits de Churchill[17].
- 2015 : La lettre en or du roi birman Alaungpaya au roi George II de Grande-Bretagne[18].
- 2015 : Le journal de la première guerre mondiale du Maréchal Marshal Douglas Haig, 1914-1919[19].